# ایمی هارگریوس
ایمی هارگریوْسْ (انگلیسی: Amy Hargreaves؛ زادهٔ ۲۷ ژانویهٔ ۱۹۷۰) بازیگر اهل ایالات متحده آمریکا است. وی از سال ۱۹۹۲ میلادی تاکنون مشغول فعالیت بوده‌است.
از فیلم‌ها یا برنامه‌های تلویزیونی که وی در آن نقش داشته است می‌توان به شرم، قراضه آبی، هذیان‌گو و میهن اشاره کرد.